# クマ属
クマ属（Ursus ）は、クマ科に含まれる属で、ヒグマやホッキョクグマが含まれる。学名は、クマを表すラテン語のursusから来た。

## 種と亜種
- アメリカグマ Ursus americanus
- ヒグマ Ursus arctos
  - カリフォルニアハイイログマ Ursus arctos californicus（絶滅）
  - アトラスヒグマ Ursus arctos crowtheri（絶滅）
  - ハイイログマ Ursus arctos horribilis
  - コディアックヒグマ Ursus arctos middendorffi
  - メキシコハイイログマ Ursus arctos nelsoni（絶滅）
  - エゾヒグマ Ursus arctos yesoensis
  - カムチャッカオオヒグマ Ursus arctos piscator （絶滅）
  - ウマグマ（チベットヒグマ） Ursus arctos pruinosus
  - シリアヒグマ Ursus arctos syriacus
- ホッキョクグマ Ursus maritimus
- ホラアナグマ Ursus spelaeus（絶滅）
- マレーグマ （Helarctos属とされる場合あり）Ursus malayanus
- ツキノワグマ（Selenarctos属とされる場合あり） Ursus thibetanus
  - ニホンツキノワグマ Ursus thibetanus japonicus